# João Teves
João Teves är en kommunhuvudort i Kap Verde.   Den ligger i kommunen São Lourenço dos Órgãos, i den södra delen av landet, 17 km nordväst om huvudstaden Praia. João Teves ligger 262 meter över havet och antalet invånare är 1 699. Den ligger på ön Santiago.
Terrängen runt João Teves är kuperad. Runt João Teves är det tätbefolkat, med 266 invånare per kvadratkilometer.. Närmaste större samhälle är Praia, 16,9 km sydost om João Teves. 
Omgivningarna runt João Teves är en mosaik av jordbruksmark och naturlig växtlighet.